# Thorectes coiffaiti
Thorectes coiffaiti es una especie de coleóptero de la familia Geotrupidae.

## Distribución geográfica
Habita en Marruecos.